# Stelletta agulhana
Stelletta agulhana är en svampdjursart som beskrevs av Lendenfeld 1907. Stelletta agulhana ingår i släktet Stelletta och familjen Ancorinidae. Utöver nominatformen finns också underarten S. a. paucistella.